# Egnasia
Egnasia is een geslacht van vlinders van de familie spinneruilen (Erebidae).

## Soorten
- E. accingalis Walker, 1858
- E. apicata Berio, 1956
- E. berioi Viette, 1954
- E. binorbiculata Moore, 1885
- E. bomboschi Kobes, 1983
- E. caduca Swinhoe, 1885
- E. castanealis Hampson, 1895
- E. conifer Hampson, 1926
- E. dimorfica Berio, 1956
- E. dimorphica Berio, 1956
- E. distorta Swinhoe, 1900
- E. dolabrata Berio, 1958
- E. ephyrodalis Walker, 1858
- E. fasciata Moore, 1882
- E. geminipuncta Hampson, 1926
- E. hypomochla Fletcher D. S., 1963
- E. incurvata Gaede, 1940
- E. khasiana Moore, 1882
- E. lioperas Prout A. E., 1922
- E. macularia Mabille, 1900
- E. mesotypa Swinhoe, 1906
- E. microsema Hampson, 1926
- E. microtype Hampson, 1926
- E. mimetica Berio, 1956
- E. mopsa Swinhoe, 1890
- E. nagadeboides Strand, 1920

- E. obscurata Mabille, 1898
- E. ocellata Moore, 1885
- E. overdijkinki Prout, 1932
- E. participalis Walker, 1891
- E. pellucida Pagenstecher, 1894
- E. pictalis Hampson, 1896
- E. rectilineata Swinhoe, 1895
- E. rufifusalis Hampson, 1926
- E. scoliogramma Prout, 1921
- E. scotopasta Hampson, 1926
- E. seclusalis Walker, 1865
- E. sinuosa Moore, 1882
- E. sundana Kobes, 1983
- E. tenella Hampson, 1912
- E. tenuilinea Swinhoe, 1905
- E. tripuncta Swinhoe, 1895
- E. trogocraspia Hampson, 1926
- E. trogosema Hampson, 1926
- E. vicaria (Walker, 1866)